# L'Empreinte de l'ange (roman)
Pour les articles homonymes, voir L'Empreinte de l'ange.
L'Empreinte de l'ange est un roman écrit en français par Nancy Huston, écrivaine canadienne bilingue, paru en mai 1998 aux éditions Actes Sud.

## Résumé
Ce roman décrit la vie de Saffie, jeune Allemande poursuivie par le passé de son père, qui arrive à Paris à la fin des années cinquante. Elle se marie avec Raphaël, grand flûtiste, devient mère d'un enfant, Emil, et s'installe dans une vie bourgeoise qui ne semble pas lui apporter le bonheur. Le hasard la mène jusqu'à Andràs, juif hongrois exilé, et luthier de Raphaël. Une intense histoire d'amour clandestine naît entre eux, sur fond de mémoire des crimes de notre temps.

## Accueil critique
L'Empreinte de l'ange a reçu le Grand prix des lectrices de Elle en 1999.

## Éditions
- Actes Sud, 1998,  (ISBN 2-7427-1773-0).
- Actes Sud, coll. « Babel » no 431, 2000,  (ISBN 9782742727704)
- J'ai lu, 2001  (ISBN 978-2-290-03759-1).